# Hëttermillen
Hëttermillen (en luxemburguès: Hëttermillen; en alemany: Hüttermühle) és una vila de la comuna de Stadtbredimus situada al districte de Grevenmacher del cantó de Remich.